# Cojocani, Alba
Cojocani este un sat în comuna Mogoș din județul Alba, Transilvania, România.

## Lăcașuri de cult
- Biserica de lemn din Cojocani cu hramul „Sf. Arhangheli Mihail și Gavriil”, din secolul al XV-lea (cu adăugiri din sec. XVIII și XX).

## Imagini

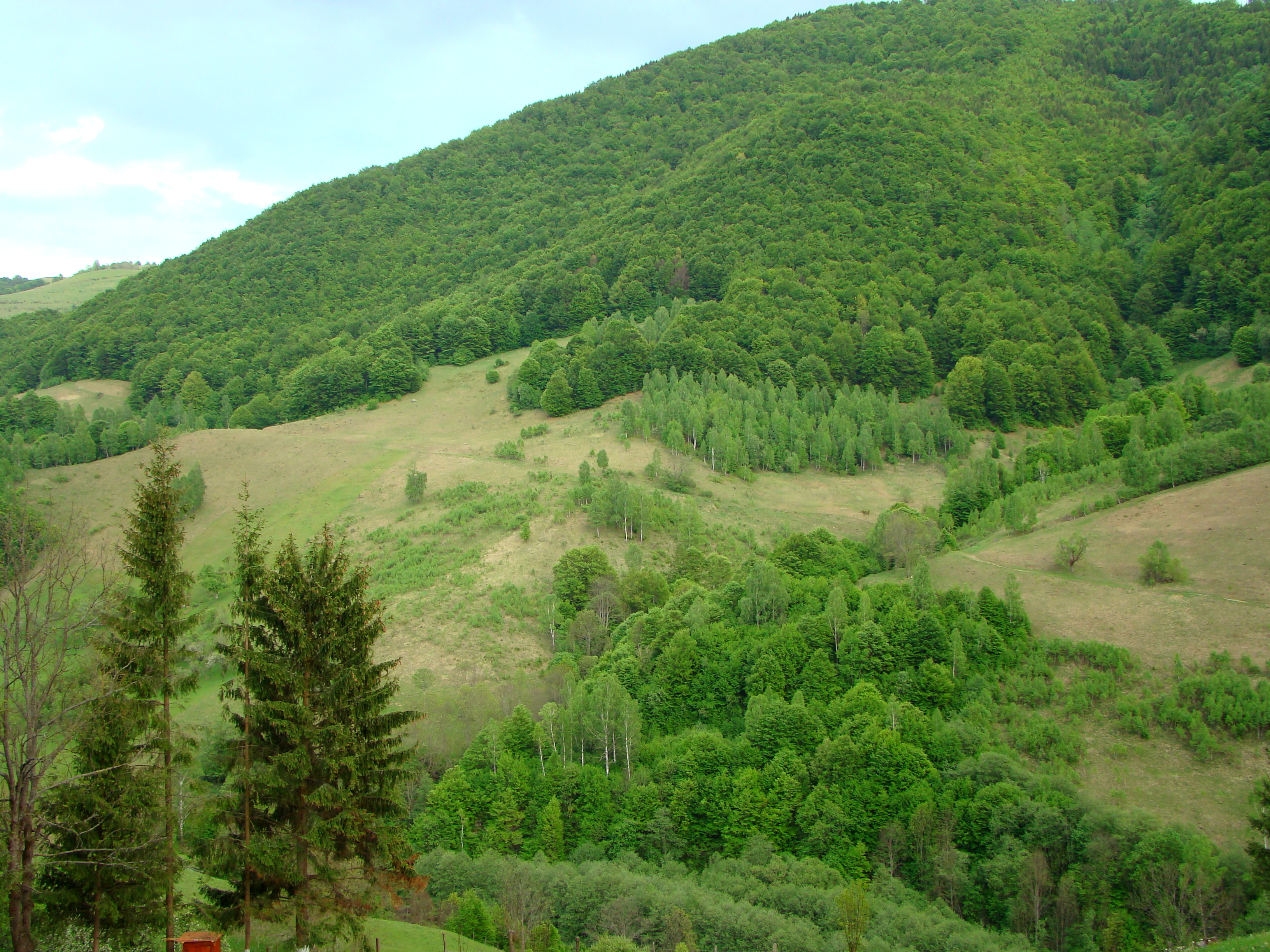
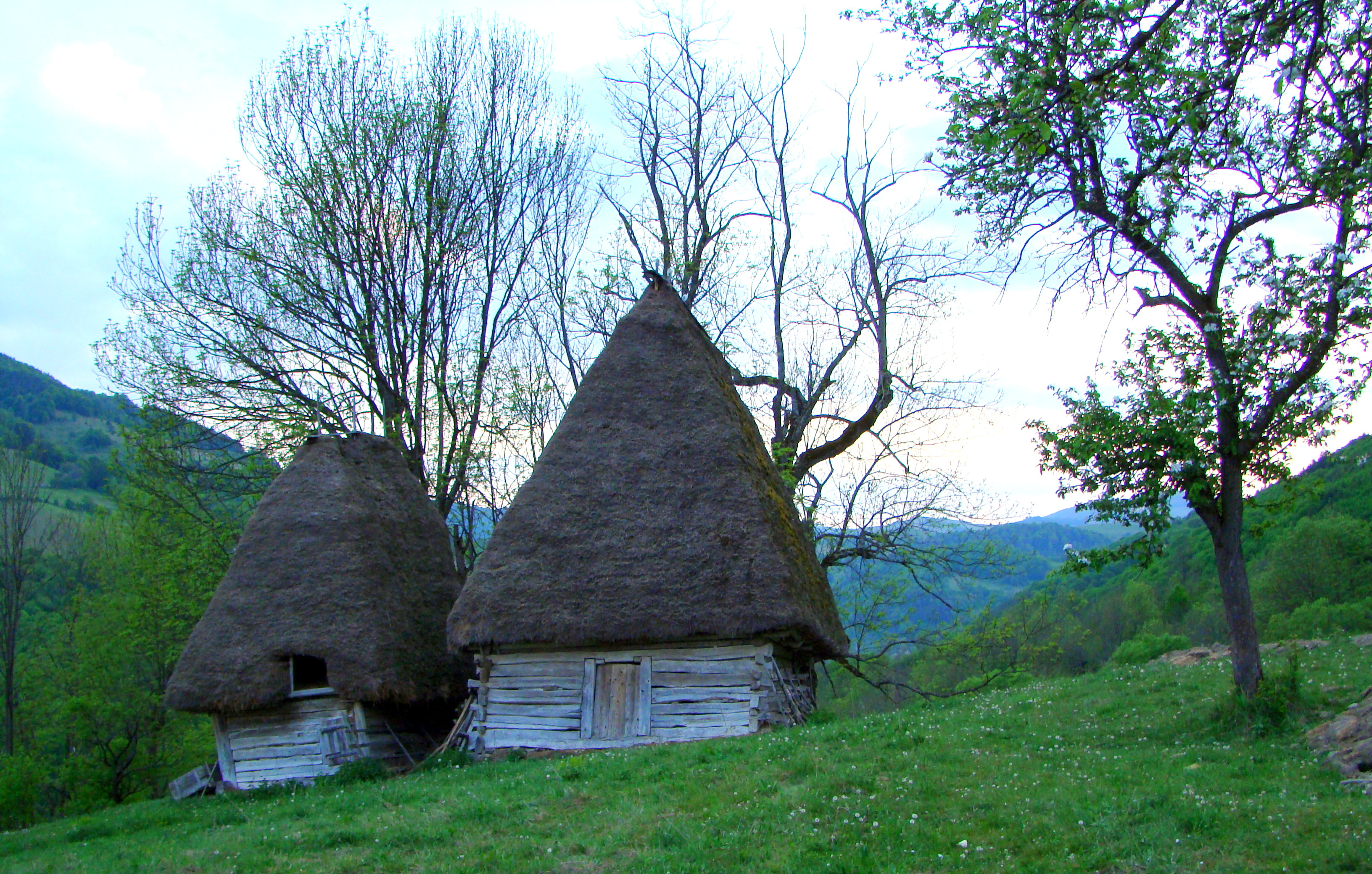
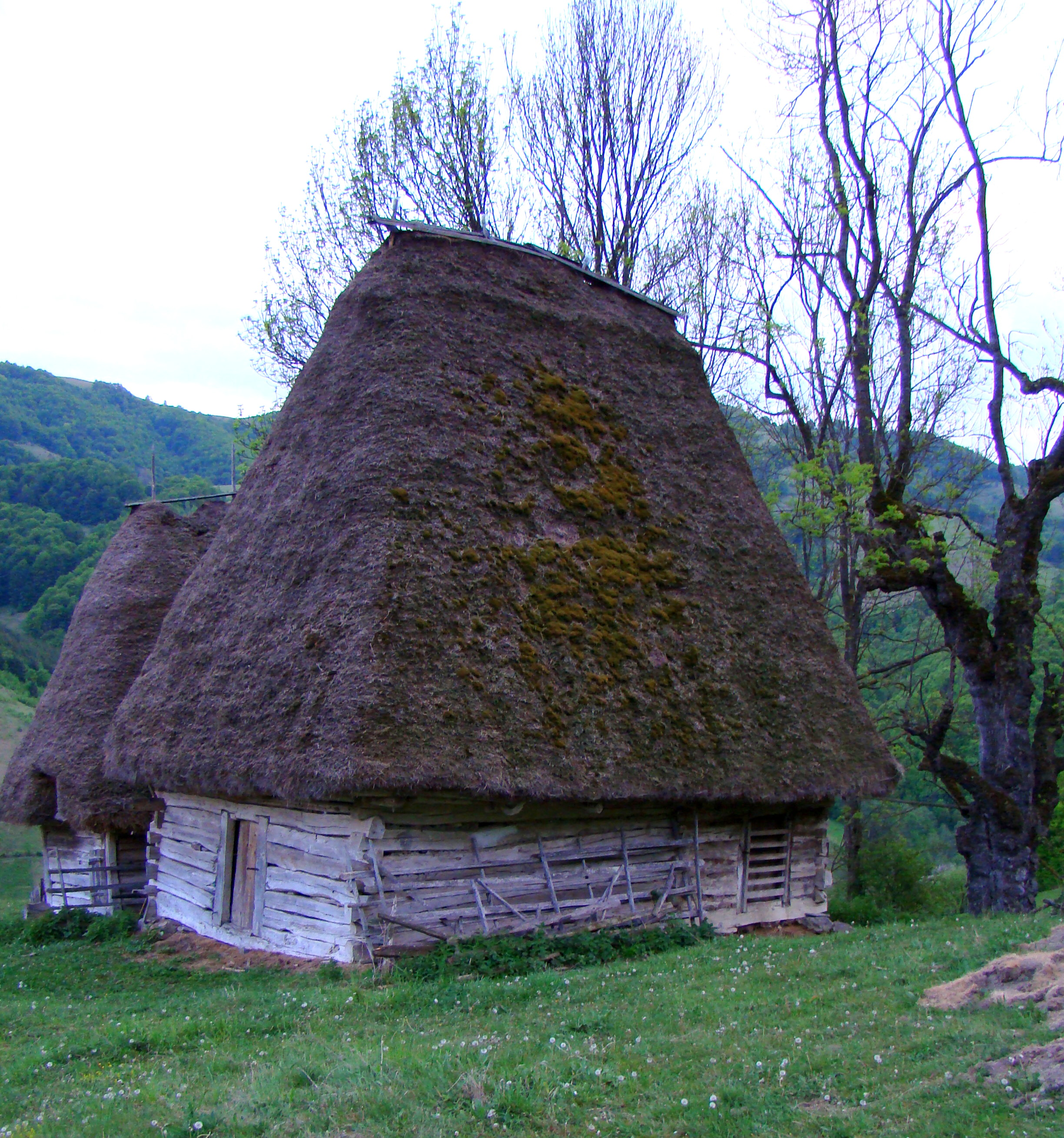
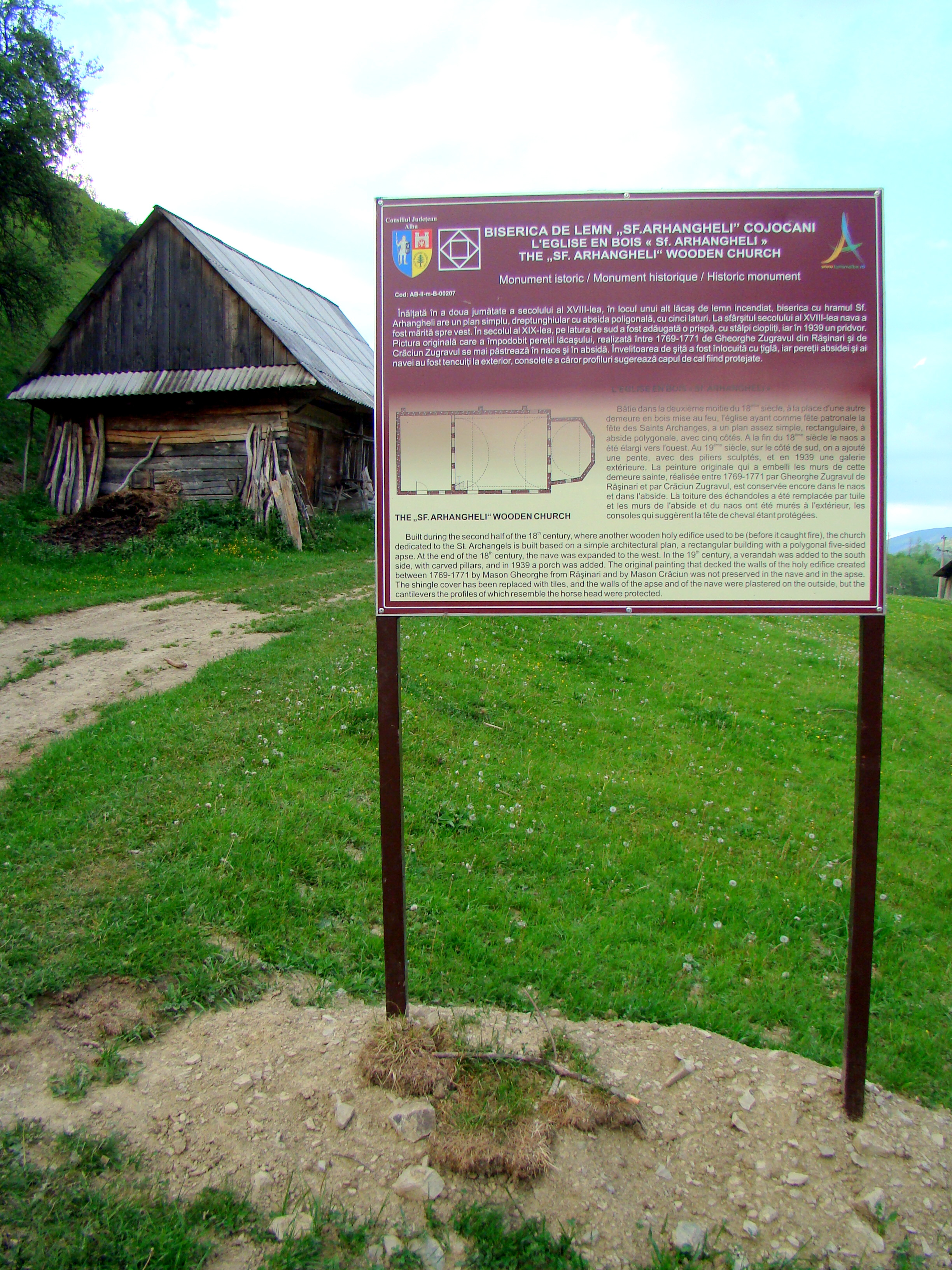
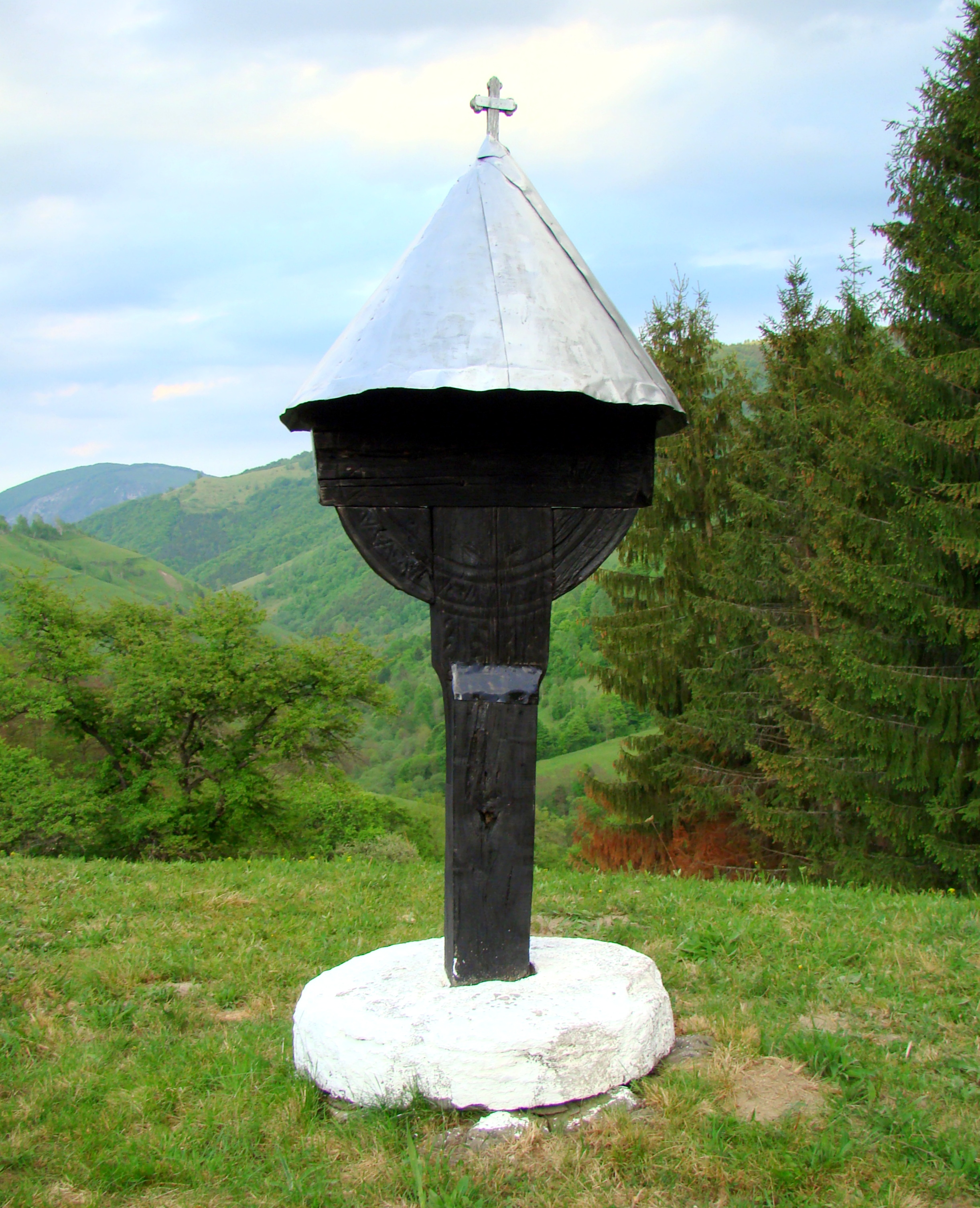
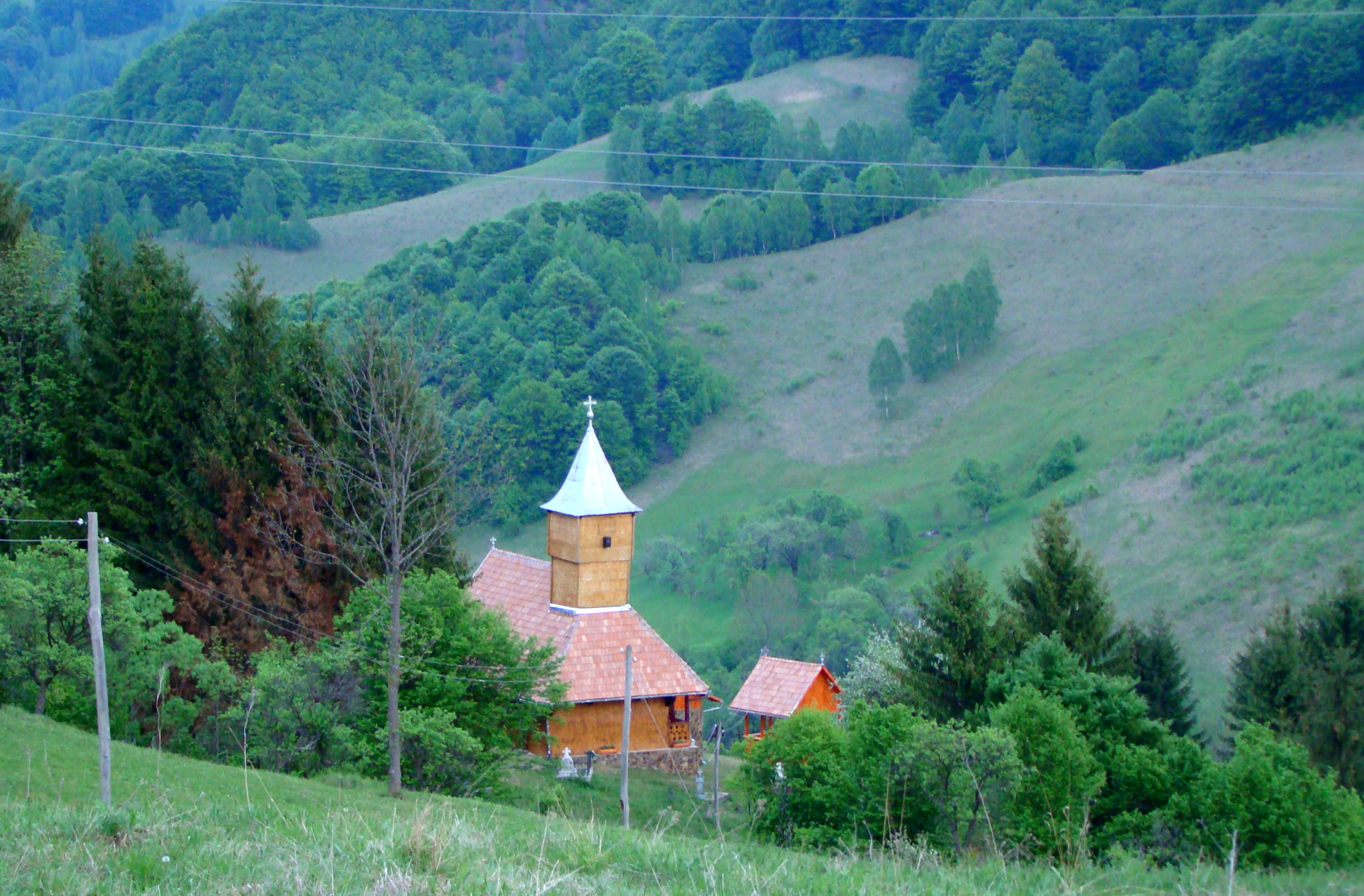